# Colisée de Porto
Pour les articles homonymes, voir Colisée (homonymie).
Le Colisée de Porto est une salle de spectacles localisée dans la ville de Porto, au Portugal. Il est sans doute l'un des monuments les plus intéressants de Porto et est un lieu de prestige pour des événements musicaux et culturels. À l'instar du Cinéma Batalha, le Colisée de Porto constitue un bon exemple du Style « paquebot » et Art déco portugais dans la ville de Porto.

## Historique
Le Colisée de Porto a été construit au début du XXe siècle à l'emplacement de l'ancien Salão Jardim Passos Manuel,démoli en 1938. Les premières esquisses du bâtiment datent de 1911. D'aspect moderne à son époque, le bâtiment, de style Art déco, a pu compter sur la collaboration d'architectes néerlandais et portugais. En 1939, toutefois, Cassiano Branco prend la responsabilité de la coordination de l'ensemble du projet avec la collaboration de l'architecte Júlio Brito, tous deux appartenant à la compagnie d'assurance de garantie. Le Colisée a été inauguré le 19 décembre 1941, avec un concert de l'Orchestre symphonique national, dirigé par le chef d'orchestre Pedro de Freitas Branco.
En 1995, la compagnie d'assurance UAP, alors propriétaire de l'immeuble, a entamé des négociations avec l'Église Universelle du Royaume de Dieu, une secte  alors en vogue au Portugal. et qui avait l'intention de transformer le Colisée en lieu de culte. Cependant, diverses personnalités issues du milieu culturel, des arts et les autorités locales ont mis en place une manifestation de rejet à une éventuelle transaction. Un véto des autorités locales, en particulier du maire Fernando Gomes, soutenu par le Président de la république, a permis d'empêcher la transaction. En novembre 1995, un acte notarié est passé entre la Mairie, la Zone métropolitaine de Porto, le Secrétaire d’État de la Culture et l'UAP, se constituant ainsi en une association sans but lucratif, la « Société des Amis du Colisée de Porto », avec pour finalité d'acquérir le Colisée et le gérer comme un espace d'intérêt culturel.
Le 28 septembre 1996 après un défilé de mode avec Claudia Schiffer, un incendie d'origine indéterminée, a détruit complètement la cage de scène, provoquant de graves dégâts à la salle et les coulisses. Le Colisée de Porto a rouvert ses portes le 12 décembre avec le traditionnel spectacle du Cirque de Noël.
La restauration complète de la salle ne sera achevée que deux ans plus tard, la réouverture définitive au public a eu lieu le 24 novembre 1998, avec l'opéra Carmen de Bizet.

## Détails techniques
La salle principale du Colisée de Porto a une capacité de 2955 places assises (3500 debout) qui se partagent entre le parterre, les balcons, les loges, les frises, la galerie réservée et générale, et permet la représentation de tous les types de spectacles: de musique, de danse, de théâtre, d'opéra, de cirque, de cinéma, etc.
Le Colisée de Porto dispose également d'un salon attique avec une capacité d'environ 300 personnes, spécialement destiné aux petits bals ou spectacles, aux conférences, ou aux congrès.